# Santa Maria del Soccorso (Roms tunnelbana)
Santa Maria del Soccorso är en station på Roms tunnelbanas Linea B. Den är uppkallad efter den närbelägna kyrkan Santa Maria del Soccorso. Stationen är belägen i närheten av Piazza di Santa Maria del Soccorso i kvarteret Pietralata i nordöstra Rom och togs i bruk år 1990. 
Stationen Santa Maria del Soccorso har:
- Biljettautomater
- WC

## Kollektivtrafik
- Busshållplats för ATAC

## Omgivningar
- Tiburtino III
- Colli Aniene

### Kyrkobyggnader
- Santa Maria del Soccorso